# 999-та легка африканська дивізія (Третій Рейх)
999-та легка африканська дивізія (Третій Рейх) (нім. 999. leichte Afrika-Division) — легка дивізія Вермахту за часів Другої світової війни.

## Історія
999-та легка африканська дивізія Вермахту була сформована 2 лютого 1943 на базі 999-ї легкої африканської бригади.

## Райони бойових дій
- Франція (лютий — квітень 1943);
- Північна Африка (квітень — травень 1943).

## Командування

### Командири
- генерал-лейтенант Курт Томас (нім. Kurt Thomas) (2 лютого — 1 квітня 1943), загинув 1 квітня 1943, коли його літак був збитий на шляху до Тунісу);
- генерал-майор Ернст Гюнтер Бааде (нім. Ernst-Günther Baade) (1 квітня — 13 травня 1943).

## Нагороджені дивізії
Нагороджені дивізії
|  | Кавалери Золотого Німецького Хреста | 1 |